# Championnat du Mexique de rugby à XV
Le Championnat du Mexique de rugby à XV ou Campeonato Nacional de Rugby 15s est une compétition annuelle de rugby à XV organisée par la Fédération mexicaine de rugby à XV.

## Histoire
Le Campeonato Nacional de Rugby 15s est l'un des principaux tournois de rugby dans le pays et a été créée en 1973 qui voit la victoire des Barbarians pour sa 1re édition. 

## Format
La compétition se déroule en 2 temps :
- La Primera Fuerza où les 24 clubs, répartis en 5 zones géographiques (Centro, Baijo Occidente A, Baijo Occidente B, Noroeste, Noreste, Sureste), disputent un championnat régulier et dont les 10 meilleurs accèdent à la phase suivante.
- La Fuerza Nacional où les vainqueurs des 2 groupes, composés de 5 équipes chacun, participent à une finale pour désigner le champion.

## Clubs de l'édition 2013-2014
| Mexico : · Tazmania RC · Jaguares Football RC · Black Thunder RFC · Wallabies RFC · Mexico Abejas Guanajuato Cóndores Ensenada RC Univ. de Celaya Lobos RC Cumiyais Monterrey RC Hammerheads Cancun |

| Équipe                           | Stade                      | Ville       |
| -------------------------------- | -------------------------- | ----------- |
| Tazmania RC                      | La Salle Esmeralda         | Mexico      |
| Abejas Rugby Guanajuato          | Nieto Piña                 | Guanajuato  |
| Cóndores Ensenada Rugby Club     | Estadio Valle Dorado       | Ensenada    |
| Universidad de Celaya Rugby Club | Campo 1, Univ. de Celaya   | Celaya      |
| Jaguares Football RC             | Dos Ríos, Huxquilucan      | Mexico      |
| Black Thunder RFC                | San Mateo, Naucalpan       | Mexico      |
| Lobos Rugby Club                 | Est. de Rugby, Tlaquepaque | Guadalajara |
| Cumiyais Monterrey Rugby Club    | Centro Deportivos Borregos | Monterrey   |
| Hammerheads Cancun Rugby Club    | Campo P. Puerto Morelos    | Cancún      |
| Wallabies RFC                    | Dos Rios, Huixquilucan     | Mexico      |

## Palmarès
| Saison | Vainqueur                          | Score | Finaliste |
| ------ | ---------------------------------- | ----- | --------- |
| 1973   | Barbarians                         | -     | -         |
| 1974   | Barbarians                         | -     | -         |
| 1975   | Atlético Reforma                   | -     | -         |
| 1976   | Universidad De Las Américas Puebla | -     | -         |
| 1977   | Barbarians                         | -     | -         |
| 1978   | Atlético Reforma                   | -     | -         |
| 1979   | Guerreros Instituto Anglo Mexicano | -     | -         |
| 1980   | Guerreros Instituto Anglo Mexicano | -     | -         |
| 1981   | Guerreros Instituto Anglo Mexicano | -     | -         |
| 1982   | Cerveceros                         | -     | -         |
| 1983   | Wallabies                          | -     | -         |
| 1984   | Old Green                          | -     | -         |
| 1985   | Universidad de Guanajuato          | -     | -         |
| 1986   | Guerreros                          | -     | -         |
| 1987   | Barbarians                         | -     | -         |
| 1988   | Guerreros                          | -     | -         |
| 1989   | Tazmania                           | -     | -         |
| 1990   | Pumas UNAM                         | -     | -         |
| 1991   | Tazmania                           | -     | -         |
| 1992   | Tazmania                           | -     | -         |
| 1993   | Wallabies                          | -     | -         |
| 1994   | Tazmania                           | -     | -         |
| 1995   | Tazmania                           | -     | -         |
| 1996   | Wallabies                          | -     | -         |
| 1997   | Wallabies                          | -     | -         |
| 1998   | Tazmania                           | -     | -         |
| 1999   | Tazmania                           | -     | -         |
| 2000   | Tazmania                           | -     | -         |
| 2001   | Wallabies                          | -     | -         |
| 2002   | Miquiztli                          | -     | -         |
| 2003   | Wallabies                          | -     | -         |
| 2004   | Miquiztli                          | -     | -         |
| 2005   | Universidad de Celaya              | -     | -         |
| 2006   | Universidad de Celaya              | -     | -         |
| 2007   | Universidad de Celaya              | -     | -         |
| 2008   | Universidad de Celaya              | -     | -         |
| 2009   | Wallabies                          | -     | -         |
| 2010   | Wallabies                          | -     | -         |
| 2011   | Wallabies                          | -     | -         |
| 2012   | Wallabies                          | -     | -         |
| 2013   | Wallabies                          | -     | -         |
| 2014   | Black Thunder                      | -     | -         |
| 2015   | Black Thunder                      | -     | -         |
| 2016   | Wallabies                          | -     | -         |
| 2017   | Black Thunder                      | -     | -         |
| 2018   | Hammerheads                        | -     | -         |
| 2019   | Tazmania                           | -     | -         |
| 2020   | Tazmania                           | -     | -         |

## Bilan
| Club                  | Titre(s) | Premier(s) - Dernier(s) |
| --------------------- | -------- | ----------------------- |
| Wallabies             | 12       | 1983-2016               |
| Tazmania              | 10       | 1989-2020               |
| Guerreros             | 5        | 1979-1988               |
| Barbarians            | 4        | 1973-1987               |
| Universidad de Celaya | 4        | 2005-2008               |